# أفينجر (دفاع جوي)
نظام أفينجر أو المُنتقم (بالإنجليزية: Avenger Air Defense System) اختصار (AN/TWQ-1) هو نظام دفاعي قصير المدى محمول على مركبات هامفي الأمريكية المتعددة المهام مضاد الاهداف الجوية منخفضة الارتفاع وهي المروحيات والطائرات بدون طيار والصواريخ الجوالة والمقاتلات المقتربة القاصفة. تم بناؤه بواسطة بوينغ وشكل عنصراً محورياً في هيكلية الدفاع الجوي المتقدم عن المنطقة FAAD ضمن برنامج نظام الدفاع ضد الصواريخ في الجيش الأمريكي. حيث يضم هذا النظام منظومة رادارية مستقلة مع مجموعة صواريخ مركبة على منصة. وقد أبرم أول عقد لتزويد الجيش الأمريكي بـ325 وحدة من هذا النظام في العام 1987.
منظومة أفينجر هي عبارة عن برج مستقر جيروسكوبياً مع مجموعة من صواريخ ستينغر مركبة على عربة هامفي رباعية الدفع (عربة مدولبة متعددة الأغراض ذات تنقلية عالية)، ويمكن لمنظومة أفينجر أن تعمل بشكل مستقل على منصات ثابتة أو على أنواع أخرى من العربات العسكرية. ويضم طاقم المنظومة فردين هما السائق والرامي.
في العام 1992، وقع الجيش الأمريكي عقداً للحصول على 679 عربة أخرى، رافعاً بذلك مجموع ما يمتلكه من هذه المنظومة إلى 1004 وحدات، 800 منها في الخدمة. قامت بوينغ بتطوير هذه المنظومة بتزويدها بليزر بطاقة 1KW تم تركيبه على عربة هامفي، جنباً لجنب مع منظومة ستينغر، والأسلحة الرشاشة. تم تطوير المنظومة الليزرية من أجل التعامل بكفاءة عالية مع العبوات الناسفة المزروعة أو تلك التي كانت تلقى على عربات الجيش الأمريكي في العراق، أو حتى مع الذخائر غير المنفجرة.
وقد حققت أول منظومة أفينجر المعدلة نجاحاً باهراً في العام 2007 في اختبارات برنامج الدفاع ضد الصواريخ في ميدان «الرمال البيضاء» في صحراء نيومكسيكو حيث استطاع إسقاط 3 طائرات بلا طيار من أصل 3 بنسبة خطأ، كما قام الجيش الأمريكي بدعم وحدات قوات التحالف بهذه المنظومة في العام 1991 خلال عملية عاصفة الصحراء، وأيضاً في حرب البوسنة والهرسك. خلال غزو العراق في 2003 تم تعديل منظومة أفينجر، بإزالة حاوية الصواريخ المربعة من القسم الأيمن واستبدالها بالرشاش M3P، حيث تم بذلك توفير قدرة على إطلاق النيران في أية زاوية أو أي ارتفاع.

## نظرة عامة

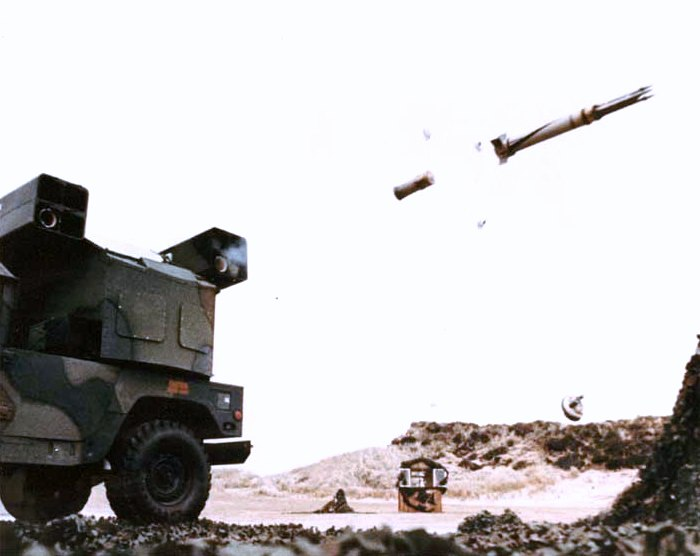
أفينجر لحظة إطلاق صاروخ ستينغر

في بداية الثمانينيات من القرن العشرين، طور قسم أنظمة الدفاع، التابع لشركة "بوينج ايروسبيس، النظام الصاروخي أرض/ جو أفينجر، كمشروعٍ خاص به. ولم تزد المدة، التي استغرقها تصنيعه، منذ أن كان فكرة حتى تم لتصنيعه، وسُلِّم للجيش الأمريكي، للتجارب، عن عشرة أشهر. كان أفينجر يتكون من مركبة 4 × 4 سريعة الحركة، متعددة الأغراض هامفي، مركبٌ بها برج في المؤخرة، وثمانية صواريخ في وضع استعداد للإطلاق. كذلك، يمكن استخدام البرج كوحدة مستقلة بذاتها. وكان تحديد الهدف، يتم، إما بالرؤية المباشرة، باستخدام نظارة تسديد، أو نظام النظر الأمامي بالأشعة تحت الحمراء. وعلى كل جانب من جانبي البرج، أربعة صواريخ ستينغر أرض/ جو، مثل المستخدمة في النموذج المحمول على الكتف. وخلال التجارب، التي أجراها الجيش الأمريكي عليه في مايو 1984، بمركز "ياكيما" بواشنطن، أُطلقت ثلاث طلقات حية من صاروخ ستينغر، على أهداف هوائية باليستية.
كانت الطلقة الأولى من مركبة تسير، بمفردها على طريق غير معتمد، بسرعة 32 كيلومتراً في الساعة، وكانت إصابة الطلقة للهدف مباشرة. وكانت الطلقة الثانية، أثناء الليل، وكانت الوحدة ثابتة، وأحرزت إصابة مباشرة. أما الطلقة الثالثة، فأطلقت والمركبة تتحرك، أثناء سقوط المطر، وانحرفت الطلقة عن هدفها قليلاً، ولكنها سُجلت كنوعٍ من القتل التكتيكي، إذ أن الطلقة قد مرت في مدى التدمير.
وفي أغسطس 1984، قيَّمت هيئة الدفاع الجوي بالجيش الأمريكي نظام أفينجر، وأثناء ذلك التقييم، نجحت مقذوفات تلك الصواريخ في الاشتباك مع 171 طائرة من إجمالي 178 طائرة، ثابتة ومتحركة الجناح، في عمليات ليلية ونهارية.
وفي عام 1985، زُوِّدَ هذا النظام الصاروخي بمدفع Gatling، من نوع GECAL-50، من صنع شركة «جنرال اليكتريك»، وأُجريت عليه التجارب في ميدان الرماية في «فيرمونت». أطلق المدفع GECAL-50، ذي المواسير الثلاث، من أفينجر، في أزمنة انفجار مختلفة، وأثبت أن جهاز الدفع المثبت جيروسكوبياً، يحقق زمن من 1 إلى 3.5 ملي/ ثانية. وأثبتت هذه التجارب أن نظام التثبيت الجيروسكوبي يمكن أن يتتبع الأهداف بالسهولة نفسها، التي يتتبعها بها عند تركيبه على مركبة 4 × 4 سريعة الحركة، متعددة الأغراض هامفي.
وفي عام 1986، أصدر الجيش الأمريكي طلباً لتلقي عروضاً، لنظام ستينغر، المثبت على قواعد، كأحد المكونات الخمسة، الرئيسية لنظام الدفاع الجوي بالمنطقة الأمامية. ورُشحت ثلاث شركات، وفازت كل شركة بعقد قيمته مائة ألف دولار، لتقديم نموج أولي من النظام، للجيش الأمريكي، لاختباره، على هيكل مركبة 4×4 سريعة الحركة، متعددة الأغراض هامفي. كانت الفرق الثلاثة المختارة، هي: بوينغ، وقد قدمت، وشركة LVT Aerospace بنموذج Crossbow. بدأت تجارب مكثفة في بداية عام 1987، بميدان «أورجراند»، بمدينة «نيومكسيكو»، وتضمنت سلسلة التجارب المكثفة: إطلاق النيران، وتحديد الأهداف، وتتبعها، والاختبارات البيئية، وأختيرت شركة بوينغ.وفي أغسطس 1987، حصل قسم أنظمة الدفاع بشركة بوينج على عقد من قيادة الصواريخ بالجيش الأمريكي، للبدء في إنتاج نظام الدفاع الجوي. وكان العقد المبدئي لعشرين نظاماً مقابل 16.2 مليون دولار. ثم وصلت قيمة العقد إلى 232 مليون دولار على 325 وحدة إطلاق خلال خمس سنوات.

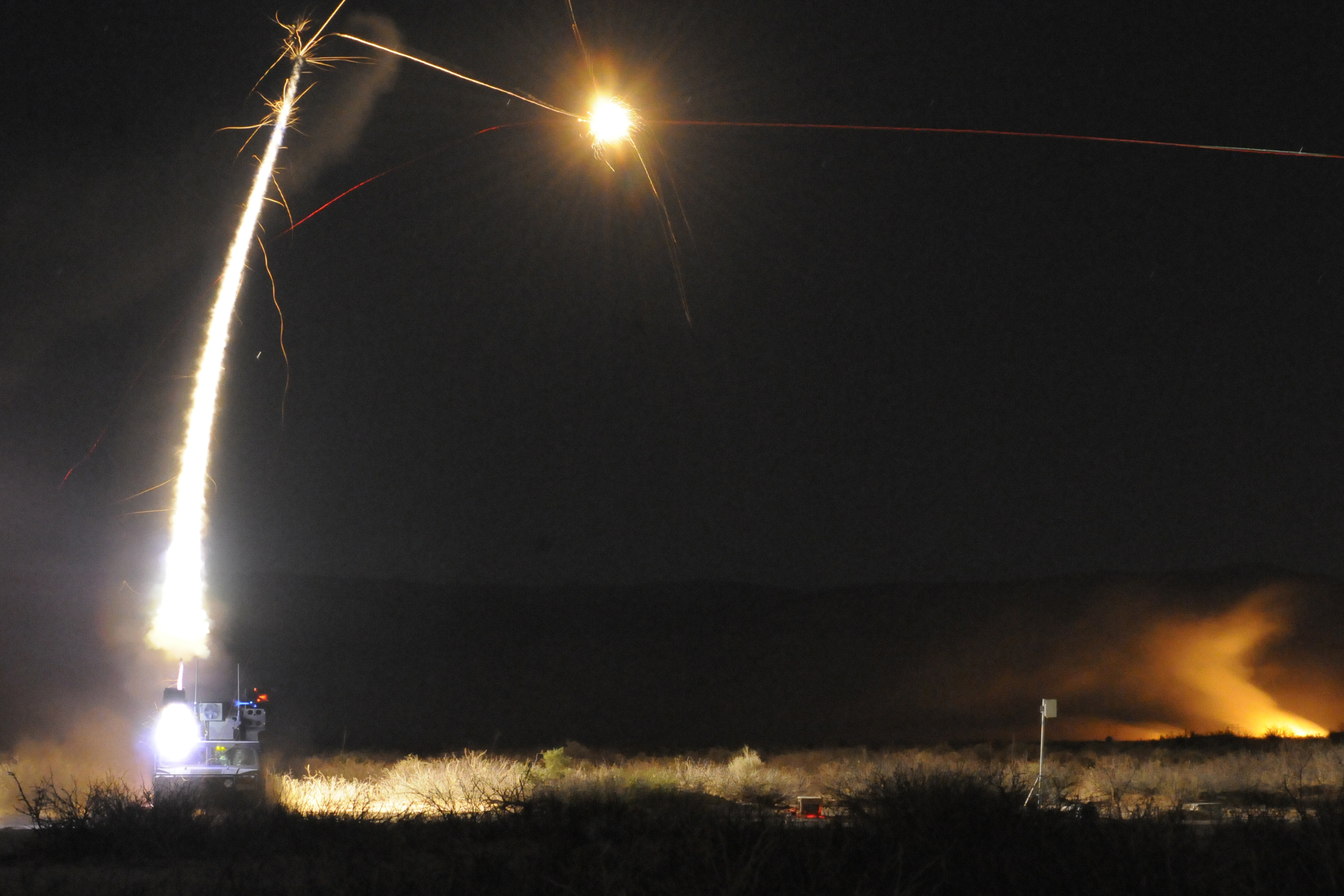
نظام أفينجر تحيط بها طائرة بدون طيار في سماء ليلاً فوق فورت بليس، في ولاية تكساس

وكان العقد الثاني، الذي وقع في عام 1989 يغطي 39 نظاماً (على أن يتم التسليم خلال الفترة من يوليو 1989 حتى يونيو 1990). وكان العقد الثالث لشراء 70 وحدة إطلاق في عام 1989، وكان الرابع لشراء 72 وحدة في مارس عام 1990، والخامس لشراء 72 وحدة إطلاق في مايو 1991. وفي ميزانية عام 1991، أُعتمد عقد قيمته 436 مليون دولار، لإنتاج 600 نظام للجيش و79 نظاماً لمشاة البحرية، على مدار خمس سنوات.سلمت أول دفعة من أنظمة PMS، في نوفمبر 1988، ودخل الخدمة العملية في الجيش الأمريكي، في عام 1989، في البداية، مع فوج الفرسان الثالث المدرع بالجيش الأمريكي، في «فورت بليس».
يُعد نظام أفينجر أول نظام دفاع جوي، يطلق على أهداف متحركة، يتم إنتاجه للجيش الأمريكي. ومع ترسية عقد الإنتاج، انتقلت شركة «بوينج» ببرنامج أفينجر إلى «هانتسفيل»، و«الاباما»، حيث يجري تجميع النظام، واختباره وتسليمه لقيادة الصواريخ بالجيش الأمريكي، في ترسانة «ريستون» المجاورة. ويقوم مصنع شركة «بوينج» في «أوك ريدج»، بتجميع البرج وآلية القاذف، والمجموعة القاعدية، التي تنصب البرج على المركبة هامفي. بلغ إجمالي متطلبات الجيش الأمريكي حاليا 1779 نظاماً، مع سعي مشاة البحرية الأمريكية إلى الحصول على أنظمة إضافية. وبعد بيع نظام ستينغر لعدد من العملاء الأجانب، تعتقد شركة بوينج ان حجم إنتاجها قد يزيد عن 2000 وحدة.

## الأنظمة

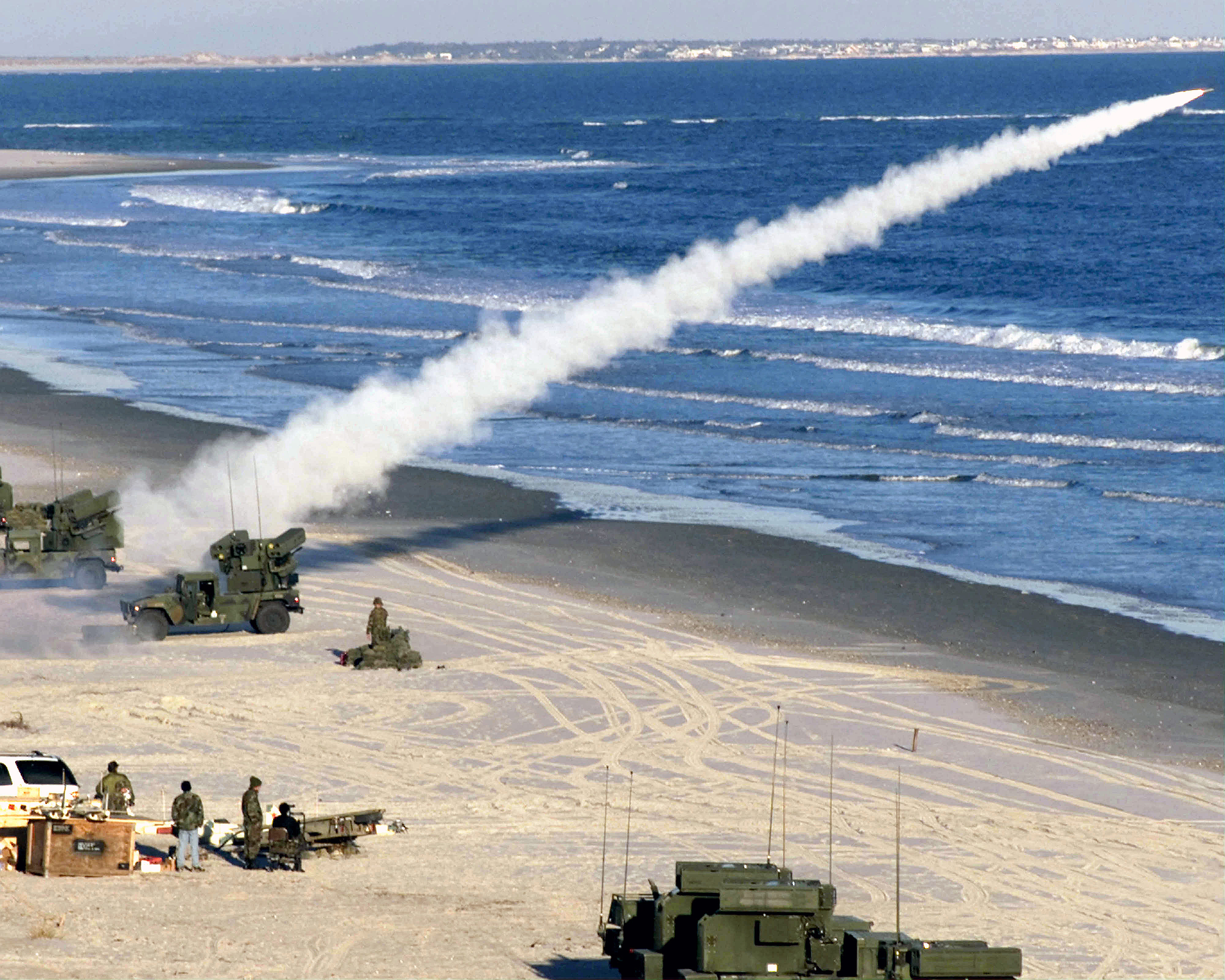
صاروخ ستينغر تم إطلاقها من منصة أفينجر على شاطئ أنسلوو، في
ولاية كارولينا الشمالية، في أبريل عام 2000.

- تحتوي المنصة على 8 صواريخ ارض-جو من نوع ستينغر موجهة بالاشعة تحت الحمراء يبلغ مداها حوالي 8 كلم وتبلغ سرعتها 2.2 ماخ بالإضافة لرشاش ثقيل عيار 12.7 ملم لزيادة الكثافة النيرانية مزود بنظام الكتروني للتحكم عن بعد من كابينة القيادة أو يدويا أيضا وتبلغ كثافته النيرانية حوالي 950 – 1200 طلقة / دقيقة.[19]
- النظام مزود بنظام كشف بالاشعة تحت الحمراء بجانب نظام تحديد مدى ليزري ونظام فيديو للتتبع الاوتوماتيكي واخيرا نظام بصري خاص بالمدفعجي مزود بمستشعرات تنشيط الباحث الحراري في الصاروخ وايضا مؤشرات الاوامر وفتح حاويات الإطلاق واخيرا نظام شبكي يقوم بتأكيد اقفال الصاروخ على الهدف الذي يتتبعه المدفعجي مضافا اليه نظام تعريف العدو والصديق.[20]
- يتم التحكم في انظمة الكشف والتهديف والتتبع عن طريق كمبيوتر يوجد في كابينة المدفعجي.
- يمتلك هذا النظام ميزة اطلاق الصواريخ اثناء الحركة ويعتبر عدو المروحيات الأول.
- النظام يعمل بمصاحبته الرادار الأمريكي ثلاثي الابعاد AN/MPQ-64 والمتخصص في كشف الاهداف الجوية على الارتفاعات المنخفضة والمدايات المتوسطة بما فيها الطائرات بدون طيار ويبلغ مداه الكاشف 40 كلم واقصى ارتفاع 20 كلم ويحتوي على نظام الكتروني مضاد للتشويش ونظام حماية مضاد للصواريخ المضادة للرادار ونظام تعريف العدو والصديق وهناك تطوير لهذا الرادار ليصل مداه إلى 76 كلم.[21]

## المستخدمون
- البحرين
- مصر
- العراق
- تايوان
- الولايات المتحدة
- عُمان